# Pomořsko
Pomořské vévodství, případně též Meránské vévodství (německy Herzogtum Meranien, slovinsky Vojvodina Meranija, latinsky Ducatus Meranum), zkráceně Pomořsko či Meránie (latinsky Meranum, německy Meranien, doslova „země podél moře“) je historické vévodství, území, které se nacházelo přibližně v nejsevernější části dnešní Dalmácie, proto bylo někdy označováno jako „Dalmatské vévodství“.

## Historie
Území vzniklo jako důsledek mocenské politiky Štaufů ve 12. století. Rozkládalo se na samém západním okraji středověkého Uherského království, podél pobřeží Jaderského moře, v nejsevernější části doasahovala zřejmě až k Rijece a Kvarnerskému zálivu, nezahrnovala však Istrii.
Jako součást Bavor přešlo Pomořsko po předání území vévody Jindřicha XII. "Lva" pod přímou správu císaře.
Císař Bedřich Rudovous území postoupil Bertoldovi IV. z Andechsu (vévodovi chorvatskému a dalmatskému z roku 1182, od roku 1194 oficiálně držiteli titulu vévody meranského a markraběte istrijského). Bertoldův vnuk, Ota II., zemřel bez dědice roku 1248 a území si rozdělilo mezi několik nástupců.

## Vévodové Pomořska
- Konrád II. Pomořský (ze Scheyern-Dachau) kolem roku 1153 až 1159
- Konrád II. Pomořský (ze Scheyern-Dachau) asi 1159 až 1182
- Bertold IV. z Andechsu 1180/82 až 1204
- Ota VII. z Andechsu 1204 až 1234
- Ota VIII. z Andechsu 1234 až 1248